# Santa Perpètua de Mogoda
Santa Perpètua de Mogoda ist eine katalanische Stadt in der Provinz Barcelona im Nordosten Spaniens. Sie liegt in der Comarca Vallès Occidental.

## Persönlichkeiten
- Ramón Buxarrais Ventura (* 1929), römisch-katholischer Geistlicher, Bischof von Zamora (1971–1974) und Málaga (1974–1991)
- Jordi Cuixart (* 1975), Aktivist und Unternehmer
- Gerard Moreno (* 1992), Fußballspieler
- Óscar Mingueza (* 1999), Fußballspieler